# Kannon de Kaga
El Kannon de Kaga es una estatua de un Guanyin de pie que se encuentra en la ciudad de Kaga, en la prefectura de Ishikawa, Japón. Su construcción terminó en 1987 y tiene una altura de 73 metros de altura, aunque se apoya sobre una base de 20 metros de altura, lo que eleva la altura total del monumento a 93 metros. Sostiene un bebé de unos 15 metros de largo. En 2019, era la decimoctava estatua más alta del mundo.
Se puede acceder a una plataforma de observación a una altura de 56 metros, al nivel de la garganta de la estatua, a través de una escalera de caracol de 365 escalones.
La estatua es la pieza central de un parque de atracciones de temática budista, una instalación de aguas termales y un museo de arte, todo construido por una empresa privada y que costó más de 28 mil millones de yenes; y que tras la disminución de visitantes, el complejo cerró en 1999 y ya en 2006 muchos de sus edificios fueron demolidos.
La estatua se ha ido deteriorando bastante durante los últimos 20 años y actualmente se encuentra en mal estado. Además, plantea un problema de seguridad ya que el código de construcción de Japón exige que las estructuras de 60 metros o más estén equipadas con balizas de señalización para aeronaves, y la luz que existía en la estatua dejó de estar operativa a causa de su abandono.